# Батъл
Батъл (на английски: Battle – „Битка“) е град в графство Източен Съсекс, югоизточната част на Англия, Обединеното кралство.
Намира се на 79 km югоизточно от Лондон, 46 km източно от Брайтън и 10 km северно от Хейстингс. има население 6483 души по преброяването от 2017 г.
Градчето е мястото на битката при Хейстингс през 1066 г., когато по време на норманското нашествие Уилям Завоевателя побеждава крал Харолд II и покорява Англия.
В града има 2 висши училища.
- Крепостта на абатството, построена през 1095 г.
- Интегрирани в стила на градчето нови магазини
- Главна улица
- Гарата по линията Лондон-Хейстингс